# Ewa

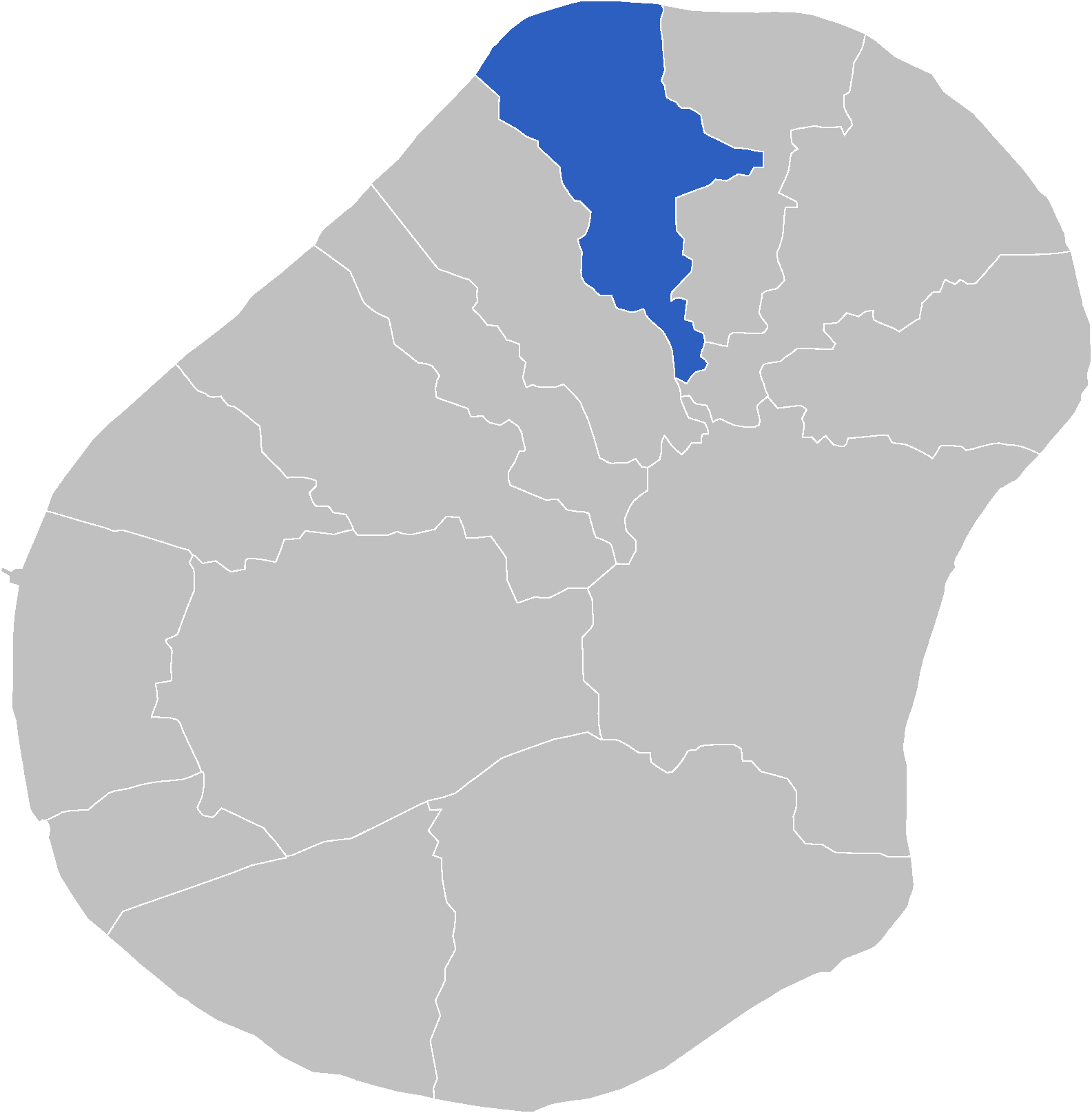
Distriktets läge på Nauru

Ewa är ett distrikt i landet Nauru, på den norra delen av ön. I detta distrikt finns landets skola för högre utbildning, Krayser-colleget. Distriktet har en area på 1,2 km² och en befolkning på 298 invånare (2004). Ewa är en del av valkretsen Anetan.
Marcus Stephen är distriktets parlamentsledamot.[när?]